# Крсташки походи на Египат
Крсташки походи на Египат представљају серију крсташких напада на фатимидски Египат извршених у другој половини 12. века под вођством краља Амалрика I Јерусалимског. Током ових похода крсташи су водили ратове и против муслиманског вође Нур ад Дина око превласти у Египту. Походи су завршени неуспехом, а Египат је убрзо освојио војсковођа Саладин и прикључио га држави Нур ад Дина. 

## Први поход на Египат
Амалрикова животна идеја била је освајање фатимидског Египта. Ова држава је у то време била толико слаба да је само чекала освајача који ће је освојити. У томе моменту су само две силе могле то учинити: крсташи и Нур ад Дин. И једнима и другима је ова држава била потребна искључиво због богатства којим је располагала. Нур ад Дин покреће поход на Египат 1164. године. Исте године, египатски везир Дирхам позива Амалрика у помоћ. Међутим, Нур ад Динов војсковођа Ширку успео је да збаци Дирхама и постави свога кандидата Шавара пре доласка Амалрика. Шавар потом мења страну и позива Амалрика у помоћ не би ли се ослободио Ширкуовог утицаја. Амалрик се одазива позиву и извршава опсаду града Билбаи (август/октобар 1164) у коме се налазио Ширку. До праве битке није дошло јер је Нур ад Дин напао крсташке територије на северу желећи да Амалрику одврати пажњу са Ширкуа. У бици код Харима тешко је поразио крсташку војску и заробио тројицу крсташких вођа: Жосцелина III, Ремона III од Триполија и Боемунда III. До Амалрика стижу вести о крсташкој погибији код Харима и о плановима Нур ад Дина о нападу на Тиберијас. Због тога се Амалрик повлачи из Египта, а према споразуму којег је склопио са Ширкуом и овај се повлачи из Египта.

## Други поход на Египат
Вративши се у Јерусалим, Амалрик склапа договор са моћним византијским царем Манојлом Комнином о успостављању грчке патријаршије у Антиохији. Тиме је заштитио ову крсташку државу од Нур ад Диновог напада. Нур ад Дин се једино плашио византијске моћи. Покушао је да са француским краљем и византијским царем склопи споразум о нападу на Египат. Луј VII није показао велику заинтересованост, али се Манојло одазвао позиву. Међутим, Ширку напада Египат, па је Амалрик сам покреће своју војску на Египат. Две војске сукобиле су се код Бабаина (18. март 1167. године). Победу односи Ширку и осваја град Александрију. На чело овог града поставио је свога нећака Салах ед Дин Јусуфа – чувеног Саладина. Крташи убрзо поново освајају Александрију коју је месец дана бранио Саладин. Након што је предао Александрију, Саладин је био изложен нападима александријских Шиита, а нереди су углавном били усмерени ка Ширкуовим присталицама. Саладинов живот је био у толикој опасности да је спаса морао потражити ни мање ни више него у логору крсташа. Ови су га примили са поштовањем и чак му дали оружану пратњу. Оно што је Саладину било најнепријатније је то да је управо јерусалимски краљ Амалрик био тај који је посредовао између муслимана подсећајући Шавара на обећање да ће допустити Ширкуовим присталицама да изађу из града. Тако је јерусалимски краљ спасао Ширкуове присталице од сигурне смрти. 
Мир је склопљен 1167. године и обе војске се повлаче из Египта. Египат је након овог похода потпао у вазалан однос према Јерусалимској краљевини и био је дужан да исплати 100.000 златника. 

## Трећи поход на Египат
Дана 29. августа 1167. године Амалрик се оженио Маријом Комнин, рођаком византијског цара Манојла, у циљу организовања новог похода на Египат. У Цариград је послат Виљем од Тира да преговара у име Јерусалима. Међутим, када се ВИљем вратио у Јерусалим, Амалрик је већ био у Египту. Тако је помоћ Византије изостала. Амалрик је за прерани одлазак у Египат оптужио малу групу крсташа која је дошла из Европе. Она је у суштини била безначајна, а главни разлог за то било је неприхватање склапања византијско-крсташког савеза од стране витезова Хоспиталаца. 
Амалрик брзо стиже пред Каиро, а Шавар се одмах показао спремним за преговоре. Крсташи су добили откуп за неке од заробљеника (углавном Шаварови рођаци), али је за остатак и даље трајало надмудривање. Због тога је Амалрикова флота стигла на ушће Нила и заузела Тунис. Долазак Ширкуа натерао је Амалрика да повуче своју флоту. Амалрик је покушао да спречи Ширкуа да преће Нил, али је закаснио. Ширку и Шавар се удружују против крсташа. Шавар јануара 1169. године тријумфално улази у Каиро. Убрзо преузима власт над градом заједно са својим нећаком Саладином. Крсташи се повлаче из Египта. Исте године, Амалрик је у савезу са Византијом извршио неуспешну опсаду Дамијете. 